# Vered Jericho
Vered Jericho (hebrejsky וֶרֶד יְרִיחוֹ, doslova „Růže z Jericha“, podle biblického citátu, z knihy Sírachovec 24,14 - „Vyrostla jsem [...] jako keře růží v Jerichu“, v oficiálním přepisu do angličtiny Wered Yeriho, přepisováno též Vered Yeriho) je vesnice typu mošav a izraelská osada na Západním břehu Jordánu v distriktu Judea a Samaří a v Oblastní radě Megilot.

## Geografie
Nachází se ve výšce 130 metrů pod úrovní moře na západním okraji příkopové propadliny Jordánského údolí, v místech, kde se ze dna údolí zdvíhají prudké svahy Judské pouště, na jihozápadním okraji aglomerace města Jericho, cca 4 kilometry od centra tohoto palestinského města, cca 20 kilometrů severovýchodně od historického jádra Jeruzalému a cca 68 kilometrů jihovýchodně od centra Tel Avivu.
Na dopravní síť Západního břehu Jordánu je napojena pomocí lokální komunikace, která pak ústí do dálnice číslo 1, jež spojuje Tel Aviv, aglomeraci Jeruzalému a oblast poblíž Mrtvého moře. Vered Jericho se nachází na východním okraji územně souvislého bloku izraelských osad okolo města Ma'ale Adumim. Do tohoto bloku dále patří menší sídla jako Kfar Adumim, Almon, Alon, Nofej Prat nebo Micpe Jericho. V této pouštní oblasti prakticky neexistují palestinská sídla (s výjimkou kočujících Beduínů). Na severovýchodě ovšem leží lidnaté palestinské město Jericho.

## Dějiny
Vesnice byla založena roku 1980. Vered Jericho vzniklo poté, co se v rámci již existující nedaleké osady Micpe Jericho vyhrotily neshody mezi nábožensky založenými a sekulárními osadníky. Ti sekulární se pak v roce 1979 rozhodli k založení vlastní obce, kterou zřídili jen o pár kilometrů dál od Micpe Jericho. 30. května 1979 rozhodla izraelská vláda, že sekulární skupině bude povoleno osídlit plošinu nad opuštěným uprchlickým táborem poblíž Jericha. K faktickému osídlení lokality došlo v roce 1980. Detailní územní plán obce předpokládal výhledovou kapacitu 80 bytových jednotek (z velké části realizováno) a v 2.fázi na západním okraji vesnice dalších 40 bytů (zatím nerealizováno, třebaže na místě již provedeny zemní práce).
Vesnice funguje jako družstevní mošav a zemědělství je nadále součástí místní ekonomiky (pěstování datlových palem, fíků a vinné révy. Část příjmů obce vytváří turistický ruch (například vyhlídkový bod s panoramatem Jordánského údolí). Ve Vered Jericho funguje synagoga, plavecký bazén a předškolní zařízení pro děti.
Počátkem 21. století nebyla obec zahrnuta do projektu Izraelské bezpečnostní bariéry. Ta do svých hranic začlenila pouze západněji položené izraelské osady v bloku okolo města Ma'ale Adumim. Podle stavu k roku 2008 ale nebyla tato bariéra ještě zbudována a ani její trasa v tomto úseku nebyla stanovena. Budoucí existence vesnice závisí na parametrech případné mírové smlouvy mezi Izraelem a Palestinci. Území východně od Jeruzalému může být strategicky významné pro zajištění spojení mezi severní a jižní částí Západního břehu Jordánu v rámci případného palestinského státu.

## Demografie
Obyvatelstvo Vered Jericho je v databázi rady Ješa popisováno jako sekulární. Podle údajů z roku 2014 tvořili naprostou většinu obyvatel Židé (včetně statistické kategorie "ostatní", která zahrnuje nearabské obyvatele židovského původu ale bez formální příslušnosti k židovskému náboženství).
Jde o menší obec vesnického typu s dlouhodobě stagnující populací. V polovině 90. let 20. století a pak znovu během druhé intifády zde došlo dokonce k poklesu počtu obyvatel. Přírůstky populace zaznamenala obec až po roce 2005. K 31. prosinci 2014 zde žilo 221 lidí. Během roku 2014 registrovaná populace stoupla o 0,0 %.
| Rok            | 1983 | 1986 | 1987 | 1993 | 1994 | 1995 | 1996 | 1997 | 1998 | 1999 | 2000 |
| -------------- | ---- | ---- | ---- | ---- | ---- | ---- | ---- | ---- | ---- | ---- | ---- |
| Počet obyvatel | 151  | 210  | 190  | 202  | 202  | 197  | 148  | 151  | 145  | 155  | 164  |

| Rok            | 2001 | 2002 | 2003 | 2004 | 2005 | 2006 | 2007 | 2008 | 2009 | 2010 | 2011 | 2012 | 2013 | 2014 |
| -------------- | ---- | ---- | ---- | ---- | ---- | ---- | ---- | ---- | ---- | ---- | ---- | ---- | ---- | ---- |
| Počet obyvatel | 157  | 157  | 161  | 161  | 156  | 180  | 190  | 188  | 194  | 196  | 195  | 221  | 221  | 221  |